# Schätze der Tiefe
Schätze der Tiefe von Hans Dominik ist eine technisch-wissenschaftliche Zukunftsgeschichte. Sie erschien 1919 in der jährlich erscheinenden Buchreihe "Das Neue Universum" (Band 40) sowie in der 1977 im Heyne Verlag als Taschenbuch Nr. 3562 erschienenen Sammlung von Kurzgeschichten von Hans Dominik "Ein neues Paradies".

## Inhalt
Der Erste Weltkrieg ist verloren und Kohle ist in Deutschland knapp. Hans Dominik lässt Professor Meißner darauf hinweisen, dass spätestens in etwa tausend Jahren die Kohlevorräte der Welt erschöpft sind. Eine neue Energiequelle tut not. Ingenieur Rudolf Engelhardt hat da eine kühne Idee: Unter den Gesteinsschichten der Erdoberfläche müsste weltweit ein riesiges Carbidlager vorhanden sein. Ein Schacht in jene Tiefen wird gebohrt. Dabei entdeckt man auch noch ein reiches Goldvorkommen, mit dem die Finanzierung des Schachtes gesichert wird. Nach sieben Jahren treffen sie tatsächlich auf das vorhergesagte Carbidlager, das in Zukunft die Kohle ersetzen soll.